# 障害者団体
障害者団体（しょうがいしゃだんたい）とは、障害者が構成する団体（当事者団体）を指す。
なお、障害者の家族の団体や障害者が関係する福祉施設の団体もそこに含む場合もある。
日本における障害者団体のナショナルセンターには、日本障害フォーラム（JDF）がある。
本項目では日本の障害者団体を中心に紹介する。

## 主な日本で活動する障害者団体

### 包括的な障害者に関する全国的な団体
- 日本障害フォーラム（JDF）
- 日本障害者協議会
- DPI日本会議
- 全国障害者解放運動連絡会議（全障連）
- 全国障害学生支援センター
- DPI女性障害者ネットワーク
- 全国公的介護保障要求者組合
- 在宅障害者の保障を考える会
- 全国自立生活センター協議会(JIL)
- 日本障害者リハビリテーション協会
- 障害者の生活と権利を守る全国連絡協議会
- 障害者の生活保障を要求する連絡会議

### 地域の団体
- 障害者の自立と完全参加をめざす大阪連絡会議
- 障害者（児）を守る全大阪連絡協議会
- 埼玉県障害者協議会
- 東京都身障運転者協会
- 長野県障害者運動推進協議会
- 奈良県障害者協議会
- 障がいのある人もない人も暮らしやすい立川を考える会

### 身体障害に関する団体
- 全国青い芝の会
- 日本身体障害者団体連合会
- 日本視覚障害者団体連合
- 全日本ろうあ連盟
- 全国脊髄損傷者連合会
- 全日本難聴者・中途失聴者団体連合会
- 全国盲ろう者協会
- 言友会
- 銀鈴会
- 京都聴覚言語障害者の豊かな暮らしを築くネットワーク
- 日本盲導犬協会
- アイメイト協会
- 厚生車輛福祉協会

### 精神障害に関する団体
- 全国「精神病」者集団
- 全国精神保健福祉会連合会
- 地域精神保健福祉機構
- 全国精神障害者団体連合会
- 「精神病」者グループごかい
- 精神障害者家族会
- 日本てんかん協会
- べてるの家

### 知的障害に関する団体
- 日本知的障害者福祉協会
- 全国手をつなぐ育成会連合会
- ピープル・ファーストジャパン
- 全国知的障害者施設家族会連合会

### 発達障害者の団体
- 日本発達障害ネットワーク
- 日本発達障害連盟
- 日本自閉症協会
- えじそんくらぶ

### ジェンダーに関する団体
- DPI女性障害者ネットワーク
- CP女の会

### 障害者スポーツ・文化団体
- Category:障害者スポーツ組織
- 障がい者アート協会
- みずのき美術館
- ハルシオン (バンド)
- サルサガムテープ

#### 障害者に関するマスメディア・図書館
- 日本福祉放送
- やどかり出版
- 点字図書館
  - 日本点字図書館
  - 日本ライトハウス
  - 京都ライトハウス
  - 豊橋点字図書館
  - 金光図書館
  - 群馬県立点字図書館
  - 上野点字図書館
  - 神奈川県ライトセンター

### 障害者に関する行政
- 障害者政策委員会
- 障がい者制度改革推進本部
- 障害者施策推進本部

### 障害者雇用に関する団体

#### 行政
- 障害者職業総合センター
- 障害者職業センター
- 都道府県雇用開発協会

#### 障害当事者の働く場（作業所・特例子会社など）
- きょうされん
- 差別とたたかう共同体全国連合
- 東京コロニー
- スワンベーカリー
- 鉄道弘済会
- ココ・ファーム・ワイナリー
- ヒューマントラストフロンティア
- 横河ファウンドリー
- 豊通オフィスサービス
- シンフォニア東武

#### 障害者雇用に関する業界団体
- 全国障害者雇用事業所協会

#### 障害者に関する労働組合
- ソーシャルハートフルユニオン
- 障害者労働組合
- 東京障害者労働組合
- 自治労障害労働者全国連絡会（障労連）

### 障害者に関する施設の団体
- 全国身体障害者施設協議会
- 日本知的障害者福祉協会
- 日本ヘレンケラー財団

### 障害者教育に関する団体
- 日本の特別支援学校一覧・盲学校・全国特別支援学校長会・支援教育を行う普通学校などを参照せよ。
- 筑波技術大学
- 日本社会事業大学
- 近江学園
- 滝乃川学園
- 全国障害者問題研究会

### 社会事業に関する団体
- 全国社会福祉協議会

### 障害者の政治参加に関する団体
- 障害者の自立と政治参加をすすめるネットワーク
- 視覚障害者議員ネットワーク

### 傷痍軍人に関する団体
- 日本傷痍軍人会（解散）

### 日本に済む障害を持つ外国人の団体・国際交流団体
- 関西障害者国際交流協会

## 主な日本国外・国際的な障害者団体
- 障害者インターナショナル
- ピープルファースト
- 国際社会福祉協議会
- 国際義肢装具協会
- AOAart
- 世界ろう連盟
- 国際パラリンピック委員会
- スペシャルオリンピックス
- 国際ろう者スポーツ委員会
- 口と足で描く芸術家協会

### 主な日本国外の団体
- 英国王立盲人協会
- アメリカ傷痍軍人会
- Autism Network International
- 障碍友権益問題研究所
- 中国障害者芸術団
- ヴァインランド訓練学校
- 国立聾工科大学

## 主な歴史的な団体
- 当道座・盲僧座・瞽女座敷・盲僧琵琶・座頭相撲